# Алкерсум
Алкерсум (њем. Alkersum) општина је у њемачкој савезној држави Шлезвиг-Холштајн. Једно је од 132 општинска средишта округа Нордфризланд. Према процјени из 2010. у општини је живјело 411 становника. Посједује регионалну шифру (AGS) 1054005.

## Географија
Алкерсум се налази у савезној држави Шлезвиг-Холштајн у округу Нордфризланд. Општина се налази на надморској висини од 6 метара. Површина општине износи 9,1 km².

## Становништво
У самом мјесту је, према процјени из 2010. године, живјело 411 становника. Просјечна густина становништва износи 45 становника/km².